# ONE PIECE 呪われた聖剣
『ONE PIECE 呪われた聖剣』（ワンピース のろわれたせいけん）は、2004年3月6日に公開された日本のアニメーション映画。漫画『ONE PIECE』を原作としたテレビアニメの劇場版第5作目。
麦わらの一味の一員、ロロノア・ゾロをメインとしたストーリー。監督は『ドラゴンボール』シリーズ等の演出をしていた竹之内和久。麦わらの一味と魚人海賊団が野球で勝負をするショート映画「めざせ!海賊野球王」が同時上映。
映像ソフトはDVDが2004年7月21日発売。『ONE PIECE』映画化10作を記念してBlu-ray Disc版が2009年12月11日発売。

## ストーリー
伝説の美しい宝刀「七星剣」と、目も眩むようなお宝が隠されているというアスカ島に上陸した麦わらの一味。しかし、メリー号の船番をしていたゾロが、いつのまにか姿を消してしまっていた。一行がゾロを探して島の奥に向かうと、村を襲う海軍剣士の中にゾロの姿があった。信じ難い彼の行動に驚く一行をよそに、ゾロは島の少女・マヤが持っていた三つの宝玉を奪い、去って行ってしまった。

## 登場人物

### 麦わらの一味
モンキー・D・ルフィ
声 - 田中真弓
ロロノア・ゾロ
声 - 中井和哉、浦和めぐみ（幼少期）
ナミ
声 - 岡村明美
ウソップ
声 - 山口勝平
サンジ
声 - 平田広明
トニートニー・チョッパー
声 - 大谷育江
ニコ・ロビン
声 - 山口由里子

### オリジナルキャラクター

#### 海軍道場
サガ
声 - 中村獅童（特別出演）、中山さら（幼少期）
アスカ島海軍道場の師範。
銀髪に褐色肌が特徴の青年。ゾロの幼馴染で、幼少の頃からゾロと同じ道場で剣術の修業をしていた。「正義の剣」を極めることを目標としており、ゾロが旅立つ日に彼から貰った「誓いの剣」を今も大切に持っている。武者修行の旅の途中、賞金稼ぎだったゾロと再会。二人で海賊船を襲った際、ゾロを庇って右腕が不随になり、失意のうちにアスカ島に流れ着く。アスカ島が海賊に襲撃された際に恋人であるマヤを守るため、遺跡に封印されていた妖刀「七星剣」を手に取ってしまい、海賊達を討ち取るも剣に心を支配された。以来、海軍道場の剣士たちも妖力の支配下に置き、強き者こそ全能なる神となりこの世を支配することこそ真の正義という歪んだ考えを持つようになってしまった。100年に一度訪れる赤き月の夜に七星剣を完全復活させようと企む。
アスカ島を訪れたゾロに助力を求めゾロを味方につける。ゾロを使い自分たちでは触れられない七星剣復活の妨げになる3つの宝玉を奪わせる。ゾロを探し海軍道場を訪れたルフィと対決し、ルフィを崖下に叩き落す。儀式の直前、七星剣を壊そうとしたゾロを退け、ルフィと再び対峙する。そして、復活した七星剣と一つになりルフィを追い詰めたが、マヤの儀式で妖力を押さえ込まれ、ルフィに七星剣を破壊される。体内に宿った妖力でなおも立ち上がりゾロと再び対峙するも敗北した。その後、自我を取り戻し改めて正義の剣を極める決意を固めた。
劇場版としては初の特別出演者が演じたボスキャラクターである。

トウマ
声 - 内博貴（NEWS）（特別出演）
海軍道場高弟。サガの三高弟の一人。居合抜きを得意とする「光速の剣士」。
師であるサガを尊敬している。三高弟で唯一正気を保ち続けていられたが、中盤でとうとう七聖剣の妖力に操られてしまった。「貪狼」の塔のナミとチョッパーを襲撃するが、最後はチョッパーの「刻蹄・桜」を食らって吹き飛ばされた。
ビスマルク
声 - 佐々木誠二
海軍道場高弟。サガの三高弟の一人。全身に鎧を纏っている「鋼鉄の騎士」。
ゾロやブーコングと共に村を襲い、マヤから宝玉を奪う。「巨門」の塔でサンジとラコスを迎え撃つが、最後はサンジに唯一鎧を纏っていない頭部と顔面を攻撃され倒された。
ブーコング
声 - 青野武
海軍道場高弟。サガの三高弟の一人。巨漢の男。武器は両手の金棒。
「破軍」の塔でウソップとロビンと対峙するも、ロビンのハナハナの実の能力で塔から落とされ惨敗した。

#### アスカ島
マヤ
声 - 柚木涼香
アスカ島に住む心優しい美少女。
先祖代々の巫女の家系であり、一族の中でも卓越した祈りの力を持つ。サガとは恋仲であり、サガが七星剣を取り変貌してしまったのは自分のせいと思い込んでおり、彼を救うためなら自身の命も惜しまない。ルフィが洞窟の中で見つけた宝玉を受け取り、ルフィたちと協力し儀式を行うため行動を開始する。サンジたちが納めた宝玉で儀式を行い、七星剣の破壊に成功する。七星剣が破壊されても暴走が止まらないサガのため、祈りをささげ続けた。
イザヤ
声 - 久本雅美（特別出演）
マヤの祖母。
普段は腰が曲がっているが、驚くと背筋が直り首や両腕が一瞬だけ伸びる。始めはナミたちにすぐに島から出て行くよう忠告したが、七星剣の呪いを語った。
ラコス
声 - 立木文彦
アスカ島の住民。
島の男達のまとめ役であり、村を守るために先陣を切って戦う勇気ある男。マヤを慕っている。村を襲ったブーコングに倒されたが、その後サンジと手を組み、「巨門」の塔へ向かい宝玉を納めた。

## キャッチコピー
- 封印できぬ、運命の闘い。
- ルフィVSゾロ!
- 海賊団崩壊の危機!? 赤い満月の夜、呪われた島で何かが起きる…

## スタッフ
- 製作 - 岡田祐介、高橋浩、山下秀樹、亀山千広、竹内淳
- 原作 - 尾田栄一郎
- 企画 - 清水慎治
- 脚本 - 菅良幸
- 音楽 - 田中公平、浜口史郎
- 編集 - 福光伸一
- 録音 - 市川修
- 効果 - 鷲尾健太郎
- 色彩設計 - 塚田劭
- デジタル撮影監督 - 石井吉忠
- CG監督 - 吉安徹
- 製作担当 - 杉本隆一
- 美術監督 - 吉池隆司
- キャラクターデザイン・作画監督 - 小泉昇
- 監督 - 竹之内和久

## 主題歌
「あの場所へ」
作詞 - 松浦友也・内田浩之 / 作曲 - 松浦友也 / 編曲 - 明石昌夫 / 歌 - 晴晴゛

## めざせ!海賊野球王
同時上映のショート映画。麦わらの一味と魚人海族団が野球勝負をする内容で、同時期に発売されたGBA用ゲームソフト『ONE PIECE ゴーイングベースボール』が原案となっている。
実況・解説はバギー（声:千葉繁）とMr.2・ボン・クレー（声：矢尾一樹）が担当し、声の出演もこの2人のみ。

## 関連書籍
- アニメ・コミックス ONE PIECE  呪われた聖剣（上）（2004年7月2日発売、ISBN 978-4088737072）
- アニメ・コミックス ONE PIECE  呪われた聖剣（下）（2004年7月2日発売、ISBN 978-4088737089）
  - アニメ・コミックス 新装版 劇場版ONE PIECE 呪われた聖剣（2011年2月18日発売、ISBN 978-4088748511） - 上記2冊の合本。